# Pseudechinaster rubens
Pseudechinaster rubens is een zeester uit de familie Stichasteridae.
De wetenschappelijke naam van de soort werd in 1962 gepubliceerd door Helen Shearburn Clark.